# Dreaming No. 11
Dreaming #11 es un EP del guitarrista virtuoso Joe Satriani lanzado en 1988 con 3 temas en vivo y un nuevo tema de estudio, "The Crush of Love". Los temas en vivo fueron tomados del tour de Surfing With the Alien grabado en "The California Theater", San Diego, California en el 11 de junio de 1988.

## Lista de temas
Todas las canciones fueron escritas por Joe Satriani excepto donde se indica lo contrario.
1. "The Crush of Love" (Joe Satriani, John Cuniberti) – 4:20
2. "Ice 9" – 4:41 [En vivo]
3. "Memories" – 9:08 [En vivo]
4. "Hordes of Locusts" – 5:08 [En vivo]

## Personal
- Joe Satriani - Guitarra
- Stuart Hamm - Bajo
- Jonathan Mover - Batería